# Magnus Krog
Magnus Krog (Høydalsmo, 19 maart 1987) is een Noorse noordse combinatieskiër. Hij vertegenwoordigde zijn vaderland op de Olympische Winterspelen 2014 in Sotsji.

## Carrière
Krog maakte zijn wereldbekerdebuut in december 2008 in Trondheim, in maart 2011 scoorde hij in Lahti zijn eerste wereldbekerpunten. Op 25 november 2011 boekte Krog, tijdens de openingswedstrijd van het wereldbekerseizoen 2011/2012, zijn eerste wereldbekerzege. Op de wereldkampioenschappen noordse combinatie 2013 in Val di Fiemme eindigde de Noor als tiende op de gundersen normale schans en als achttiende op de gundersen grote schans, in de landenwedstrijd sleepte hij samen met Jørgen Gråbak, Håvard Klemetsen en Magnus Moan de zilveren medaille in de wacht. Tijdens de Olympische Winterspelen van 2014 veroverde Krog de bronzen medaille op de gundersen normale schans, daarnaast eindigde hij als twaalfde op de gundersen grote schans. Samen met Magnus Moan, Jørgen Gråbak en Håvard Klemetsen werd hij olympisch kampioen in de landenwedstrijd.
In Lahti nam hij deel aan de wereldkampioenschappen noordse combinatie 2017. Op dit toernooi eindigde hij als tiende op de gundersen normale schans en als elfde op gundersen grote schans. In de landenwedstrijd veroverde hij samen met Magnus Moan, Mikko Kokslien en Jørgen Gråbak de zilveren medaille, samen met Magnus Moan behaalde hij de zilveren medaille op de teamsprint.

## Resultaten

### Olympische Spelen
| Jaar | Plaats | Resultaten                             |
| ---- | ------ | -------------------------------------- |
| 2014 | Sotsji | Gundersen NH · 12e Gundersen LH · Team |

### Wereldkampioenschappen
| Jaar | Plaats        | Resultaten                                              |
| ---- | ------------- | ------------------------------------------------------- |
| 2013 | Val di Fiemme | 10e Gundersen NH · 18e Gundersen LH · Team              |
| 2017 | Lahti         | 10e Gundersen NH · 11e Gundersen LH · Team · Teamsprint |

### Wereldbeker
Eindklasseringen
| Seizoen   | Plaats |
| --------- | ------ |
| 2010/2011 | 41e    |
| 2011/2012 | 21e    |
| 2012/2013 | 18e    |
| 2013/2014 | 10e    |
| 2014/2015 | 20e    |
| 2015/2016 | 6e     |
| 2016/2017 | 18e    |
| 2017/2018 | 28e    |
| 2018/2019 | 15e    |
| 2019/2020 | 21e    |

Wereldbekerzeges
| Datum            | Plaats        | Onderdeel       |
| ---------------- | ------------- | --------------- |
| 25 november 2011 | Kuusamo       | 10 km Gundersen |
| 6 december 2015  | Lillehammer   | 10 km Gundersen |
| 28 februari 2016 | Val di Fiemme | 10 km Gundersen |